# (17623) 1995 WO42
(17623) 1995 WO42 est un astéroïde de la ceinture principale d'astéroïdes découvert en 1995.

## Description
(17623) 1995 WO42 a été découvert le 30 novembre 1995 à la station de Xinglong, dans la province chinoise d'Hebei (Chine), par le Beijing Schmidt CCD Asteroid Program.

### Caractéristiques orbitales
L'orbite de cet astéroïde est caractérisée par un demi-grand axe de 3,10 UA, un périhélie de 2,69 UA, une excentricité de 0,13 et une inclinaison de 18,47° par rapport à l'écliptique. Du fait de ces caractéristiques, à savoir un demi-grand axe compris entre 2 et 3,2 UA et un périhélie supérieur à 1,666 UA, il est classé, selon la JPL Small-Body Database, comme objet de la ceinture principale d'astéroïdes.

### Caractéristiques physiques
(17623) 1995 WO42 a une magnitude absolue (H) de 13,1 et un albédo estimé à 0,218.